# Władysław Świrski
Władysław Świrski, ps. „Bonawentura”, „Romuald”, „Ryszard” (ur. 6 czerwca 1894 w Zbarażu, zm. 15 lutego 1971 we Wrocławiu) – polski doktor nauk ekonomicznych, specjalista zagadnień związanych z rolnictwem. Filister Polskiej Korporacji Akademickiej Cresovia Leopoliensis
Działacz polityczny związany z Narodową Demokracją, publicysta, prawnik, żołnierz Armii Krajowej.
W latach 1940–1944 wydawca biuletynu "Wytrwamy". Po ponownym wkroczeniu Armii Czerwonej do Lwowa aresztowany, skazany na 20 lat łagrów - Woroszyłowgrad, Charków, obozy w Mordowskiej ASRR. W nowe granice Polski powrócił w 1956 roku i osiadł we Wrocławiu.